# Lao Rai/Caregatiro
Lao Rai/Caregatiro ist eine osttimoresische Aldeia. Sie liegt im Südosten des Sucos Culu Hun (Verwaltungsamt Cristo Rei, Gemeinde Dili). In Lao Rai/Caregatiroleben 1376 Menschen (2015).
Westlich von Lao Rai/Caregatiro, jenseits der Rua do Enfermeiro Matias Duarte, liegt die Aldeia Soru Motu Badame und nördlich die Aldeia Tane Muto. Im Süden grenzt Lao Rai/Caregatiro an den Suco Lahane Oriental und im Osten, jenseits des Flussbetts des Bemoris, einem Quellfluss des Mota Clarans, an den Suco Becora. In Lao Rai/Caregatiro befindet sich die Kapelle São Mateus Evangelista.